# Microsoft Windows 11, version 21H2
Windows 11 の最初のバージョン（開発コードネーム「Sun Valley」）は2021年10月5日にリリースされた。ビルド番号は「22000」である。またこのバージョンは、Microsoftの命名規則「YYHX」に従って遡及的に「バージョン21H2」と名付けられた。

## 概要
Windows 11の新機能（英語版）とWindows 11で削除された機能一覧（英語版）
最初のプレビュービルドは2021年6月28日、Windows Insider ProgramのDev チャネルに参加しているユーザーへ配信された。主な変更点は次の通りである。
Windows 11の新機能（英語版）から一部引用して記載。
- 再設計された Fluent Design System
  - Windows 11のほとんどのインターフェースは、丸みを帯びた形状、刷新されたアイコン、新しい書体、刷新されたカラーパレットを特徴としている。
  - Windows 11では、デスクトップの壁紙の色に着色された新しい不透明素材の「Mica」が導入された。
- 更新された Fluent Design System の原則に従って、スタートメニューが大幅に再設計された。メニューはデフォルトで中央に移動されたが、左側に戻すオプションが用意されている。Windows 8で導入されたライブ タイル機能は、ピン留めされたアプリのセットと、PC、スマートフォン、 OneDrive など、あらゆる場所から最近開いたファイルやドキュメントを表示する新しいクラウドベースの「おすすめ」セクションに置き換えられた。
- 中央揃えのタスクバー。タスクバー上のWindowsボタンやタスクバー上のアプリは中央揃えになった。Windows 10と同様に左揃えにするオプションが用意されている。タスクバー上のアプリをピン留め、並べ替え、最小化、切り替えるための新しいアニメーションが追加された。
- ファイルエクスプローラーは、 Fluent Design System で更新され、リボンインターフェイスは、改良されたユーザーインターフェイスと Mica 背景を持つ新しいコマンドバーに置き換えられた。角が丸く、テキストが大きく、アクリルを使用した改良されたコンテキストメニューも導入され、その他のオプションを確認 で従来のコンテキストメニューが使用可能になっている。
- 通知センターとクイック設定。 Windows 10 のアクションセンターは、通知センターとクイック設定メニューに置き換えられた。どちらもタスク バーの右下隅からアクセスが可能。通知センターには、ユーザーのすべての通知と 1 か月のカレンダーが含まれており、クイック設定メニューを使用すると、音量、明るさ、 Wi -Fi、Bluetooth、フォーカス アシストなどの一般的な PC 設定をすばやく簡単に管理できる。

このアップデートは、Home、Pro、Pro Education、Pro for Workstationsエディションでは2023年10月10日にサポートが終了した。 また、Enterprise、Enterprise multi-session、IoT Enterprise、Educationエディションは2024年10月8日にサポート終了した。

## ビルド
| 凡例 | サポート期限が切れたバージョン |

### プレビュービルド
| Windows 11 バージョン 21H2のプレビュービルド | Windows 11 バージョン 21H2のプレビュービルド                                     | Windows 11 バージョン 21H2のプレビュービルド |
| OS ビルド                                    | リリース日                                                                       | 概要・新機能 |
| -------------------------------------------- | -------------------------------------------------------------------------------- | --- |
| 22000.51                                     | Dev チャネル: 2021年6月28日                                                      | - 最初のプレビューリリース。Windows 11の新機能（英語版）も参照。 |
| 22000.65                                     | Dev チャネル: 2021年7月8日                                                       | - スタートメニューに検索ボックスを追加 |
| 22000.71                                     | Dev チャネル: 2021年7月15日                                                      | - ウィジェットパネルに新しいエンターテインメントウィジェットを追加 - Acrylic materialを使用し、再設計されたコンテキストメニュー - 再設計されたタスクバーのプレビュー - エクスプローラーのコマンドバーで新しいフォルダーとファイルを作成するための新しいSplitButtonコントロール |
| 22000.100                                    | Dev チャネル: 2021年7月22日 Beta チャネル: 2021年7月29日                         | - Microsoft Teamsのチャット機能の統合 - タスクバーの隠しアイコンの表示、タッチキーボードの表示、カレンダーの表示の改善 - アクションセンターに集中モードの設定へのクイックアクセスを追加 - タスクバー上のアプリのバックグラウンドアクティビティのインジケーターの再設計 - Microsoft Storeの新しいアニメーション |
| 22000.120                                    | Dev チャネル: 2021年8月5日 Beta チャネル: 2021年8月5日                           | - ウィジェットパネルの新しい「ファミリー」ウィジェット - マイナーアップデートと改善 - ファイルエクスプローラーのコマンドバーで新しいフォルダーとファイルを作成するための新しい単一のドロップダウンボタン - ファイルエクスプローラーの新しいコンパクトなコンテキストメニュー - タスクバープレビューの閉じるボタンを更新 - ⎇ Alt+⭾ Tab、タスクビュー、スナップアシストインターフェイスの間隔を調整 - タスクバーのチャットアイコンの通知バッジのロールアウト |
| 22000.132                                    | Dev チャネル: 2021年8月12日 Beta チャネル: 2021年8月12日                         | - Microsoft Teamsのチャット機能がベータチャネルにもロールアウト - 組み込みアプリのアップデート - 新しいSnippingToolアプリ - 再設計された電卓、メール、カレンダーアプリ |
| 22000.160                                    | Dev チャネル: 2021年8月19日 Beta チャネル: 2021年8月19日                         | - 新しい時計アプリ |
| 22000.168                                    | Dev チャネル: 2021年8月27日 Beta チャネル: 2021年8月27日                         | - Microsoft Teamsのチャット機能で利用できる言語の追加 - ウィジェットパネルの新しいMicrosoft 365ウィジェット |
| 22000.176                                    | Beta チャネル: 2021年9月2日 Release Preview チャネル（ビジネス用）: 2021年9月2日 | - 主に改善及びバグフィックス - 検索、タスクビュー、ウィジェット、チャットを右クリックしても非表示にできなくなり、設定アプリから動作を変更する仕様に。 |
| 22000.184                                    | Beta チャネル: 2021年9月9日 Release Preview チャネル（ビジネス用）: 2021年9月9日 | - 改善及びバグフィックス |
| OS ビルド                                    | リリース日                                                                       | 概要・新機能 |
| 注： 1. 2.                                   |                                                                                  | |

### 公開ビルド
| Windows 11 バージョン 21H2 の一般公開後の更新プログラム | Windows 11 バージョン 21H2 の一般公開後の更新プログラム | Windows 11 バージョン 21H2 の一般公開後の更新プログラム                                                                                 | Windows 11 バージョン 21H2 の一般公開後の更新プログラム |
| OS ビルド                                               | KB番号                                                  | リリース日 | 概要・新機能 |
| ------------------------------------------------------- | ------------------------------------------------------- | --- | --- |
| 22000.194                                               | KB5005635                                               | Beta チャネル Release Preview チャネル（ビジネス用）: 2021年9月16日 Release Preview チャネル: 2021年9月23日 一般リリース: 2021年10月5日 | - 改善及びバグフィックス - 電卓、時計、Snipping Toolなどの更新 |
| 22000.258                                               | KB5006674                                               | Beta チャネル: 2021年10月12日 Release Preview チャネル: 2021年10月12日 一般リリース: 2021年10月12日                                     | - セキュリティの強化 |
| 22000.282                                               | KB5006746                                               | Beta チャネル: 2021年10月15日 Release Preview チャネル: 2021年10月15日 一般リリース: 2021年10月21日                                     | - タスクバーに表示するチャットアイコンのビジュアルデザインとアニメーションの更新 - AMD Ryzenのパフォーマンスに関する不具合の修正 - レジストリでの非ASCII文字の使用に関する不具合の修正 |
| 22000.318                                               | KB5007215                                               | Beta チャネル: 2021年11月9日 Release Preview チャネル: 2021年11月9日 一般リリース: 2021年11月9日                                        | - セキュリティの強化 |
| 22000.346                                               | KB5007262                                               | Beta チャネル: 2021年11月12日 Release Preview チャネル: 2021年11月12日                                                                  | - すべての絵文字をSegoeUI絵文字フォントからFluent2D絵文字スタイルに更新 - 絵文字13.1のサポートが追加 |
| 22000.348                                               | KB5007262                                               | Beta チャネル: Release Preview チャネル: 2021年11月19日 一般リリース: 2021年11月22日                                                    | |
| 22000.376                                               | KB5008215                                               | Beta チャネル: 2021年12月14日 Release Preview チャネル: 2021年12月14日 一般リリース: 2021年12月14日                                     | - セキュリティの強化 |
| 22000.434                                               | KB5009566                                               | Beta チャネル: 2022年1月11日 Release Preview チャネル: 2022年1月11日 一般リリース: 2022年1月11日                                        | - セキュリティの強化 |
| 22000.438                                               | KB5010795                                               | 一般リリース: 2022年1月17日 | - バグフィックス |
| 22000.466                                               | KB5008353                                               | Beta チャネル: 2022年1月14日 Release Preview チャネル: 2022年1月14日                                                                    | - 設定アプリの「アカウント」カテゴリーに新しい「Microsoft アカウント」ページを追加 - 各設定ページに関連するヘルプトピックを提案する新しい「HelpWith」機能 |
| 22000.469                                               | KB5008353                                               | Beta チャネル: 2022年1月25日 Release Preview チャネル: 2022年1月25日 一般リリース: 2022年1月25日                                        | |
| 22000.493                                               | KB5010386                                               | Beta チャネル: 2022年2月8日 Release Preview チャネル: 2022年2月8日 一般リリース: 2022年2月8日                                           | - セキュリティの強化 |
| 22000.526                                               | KB5010414                                               | Beta チャネル: 2022年2月10日 Release Preview チャネル: 2022年2月10日                                                                    | - タスクバーのウィジェットのエントリポイントを更新 - Microsoft Teamsの通話に参加するときに、タスクバーに新しいマイクアイコンを追加 - 開いているアプリウィンドウをタスクバーからMicrosoftTeamsの呼び出しに直接共有する機能を追加 - Windows HelloforBusinessのクラウドと信頼のハイブリッド展開モデルのサポートが追加 - 複数の接続されたモニターのタスクバーに時計と日付を追加 - ホット追加とNVMe名前空間の削除のサポートが追加 |
| 22000.527                                               | KB5010414                                               | Beta チャネル: 2022年2月15日 Release Preview チャネル: 2022年2月15日 一般リリース: 2022年2月15日                                        | - 組み込みアプリのアップデート - 新しいメディアプレーヤーアプリ - 再設計されたメモ帳アプリ - Android用Windowsサブシステムの一般提供（米国のみ） |
| 22000.556                                               | KB5011493                                               | Beta チャネル: 2022年3月8日 Release Preview チャネル: 2022年3月8日 一般リリース: 2022年3月8日                                           | - セキュリティの強化 |
| 22000.588                                               | KB5011563                                               | Beta チャネル: 2022年3月15日 Release Preview チャネル: 2022年3月15日                                                                    | - 最大3つの優先度の高いトースト通知を同時に表示機能の追加 |
| 22000.593                                               | KB5011563                                               | Release Preview チャネル: 2022年3月28日 一般リリース: 2022年3月28日                                                                     | |
| 22000.613                                               | KB5012592                                               | Release Preview チャネル: 2022年4月12日 一般リリース: 2022年4月12日                                                                     | - セキュリティの強化 |
| 22000.651                                               | KB5012643                                               | Release Preview チャネル: 2022年4月14日                                                                                                 | - 多数の改善およびバグ修正 |
| 22000.652                                               | KB5012643                                               | Release Preview チャネル: 2022年4月25日 一般リリース: 2022年4月25日                                                                     | |
| 22000.675                                               | KB5013943                                               | Release Preview チャネル: 2022年5月10日 一般リリース: 2022年5月10日                                                                     | - セキュリティの強化 |
| 22000.706                                               | KB5014019                                               | Release Preview チャネル: 2022年5月19日                                                                                                 | - Windows スポットライトでデスクトップの壁紙を表示する機能を追加 |
| 22000.708                                               | KB5014019                                               | Release Preview チャネル: 2022年5月24日 一般リリース: 2022年5月24日                                                                     | |
| 22000.739                                               | KB5014697                                               | Release Preview チャネル: 2022年6月14日 一般リリース: 2022年6月14日                                                                     | - セキュリティの強化 |
| 22000.740                                               | KB5016138                                               | 一般リリース: 2022年6月20日 | |
| 22000.776                                               | KB5014668                                               | Release Preview チャネル: 2022年6月16日                                                                                                 | - タスクバーの検索の新しいハイライト機能を追加 |
| 22000.778                                               | KB5014668                                               | Release Preview チャネル: 2022年6月23日 一般リリース: 2022年6月23日                                                                     | |
| 22000.795                                               | KB5015814                                               | Release Preview チャネル: 2022年7月12日 一般リリース: 2022年7月12日                                                                     | - セキュリティの強化 |
| 22000.829                                               | KB5015882                                               | Release Preview チャネル: 2022年7月14日                                                                                                 | - 多数の改善およびバグ修正 |
| 22000.832                                               | KB5015882                                               | Release Preview チャネル: 2022年7月21日 一般リリース: 2022年7月21日                                                                     | |
| 22000.856                                               | KB5016629                                               | Release Preview チャネル: 2022年8月9日 一般リリース: 2022年8月9日                                                                       | - セキュリティの強化 |
| 22000.917                                               | KB5016691                                               | Release Preview チャネル: 2022年8月16日                                                                                                 | - 多数の改善およびバグ修正 |
| 22000.918                                               | KB5016691                                               | Release Preview チャネル: 2022年8月25日 一般リリース: 2022年8月25日                                                                     | |
| 22000.978                                               | KB5017328                                               | Release Preview チャネル: 2022年9月13日 一般リリース: 2022年9月13日                                                                     | - セキュリティの強化 |
| 22000.1041                                              | KB5017383                                               | Release Preview チャネル: 2022年9月16日                                                                                                 | - 多数の改善およびバグ修正 |
| 22000.1042                                              | KB5017383                                               | Release Preview チャネル: 2022年9月20日 一般リリース: 2022年9月20日                                                                     | |
| 22000.1098                                              | KB5018418                                               | Release Preview チャネル: 2022年10月11日 一般リリース: 2022年10月11日                                                                   | - セキュリティの強化 |
| 22000.1100                                              | KB5020387                                               | Release Preview チャネル: 2022年10月17日 一般リリース: 2022年10月17日                                                                   | |
| 22000.1163                                              | KB5018483                                               | Release Preview チャネル: 2022年10月18日                                                                                                | - タスクバーのコンテキストメニューに新しいタスクマネージャー項目を追加 |
| 22000.1165                                              | KB5018483                                               | Release Preview チャネル: 2022年10月25日 一般リリース: 2022年10月25日                                                                   | |
| 22000.1219                                              | KB5019961                                               | Release Preview チャネル: 2022年11月8日 一般リリース: 2022年11月8日                                                                     | - セキュリティの強化 |
| 22000.1279                                              | KB5019157                                               | Release Preview チャネル: 2022年11月10日                                                                                                | - 多数の改善およびバグ修正 |
| 22000.1281                                              | KB5019157                                               | Release Preview チャネル: 2022年11月15日 一般リリース: 2022年11月15日                                                                   | |
| 22000.1335                                              | KB5021234                                               | Release Preview チャネル: 2022年12月13日 一般リリース: 2022年12月13日                                                                   | - セキュリティの強化 |
| 22000.1455                                              | KB5022287                                               | Release Preview チャネル: 2023年1月10日 一般リリース: 2023年1月10日                                                                     | - セキュリティの強化 |
| 22000.1515                                              | KB5019274                                               | Release Preview チャネル: 2023年1月17日                                                                                                 | - 新しい Windows スポットライト テーマ - 設定アプリでOneDrive Standalone 100GB サブスクリプションに関する詳細を表示する機能を追加 - 設定アプリで Xbox サブスクリプションの詳細を表示する機能を追加 - 設定アプリの [アカウント] ページの下にある新しい統合ストレージ クォータ バー |
| 22000.1516                                              | KB5019274                                               | Release Preview チャネル: 2023年1月19日 一般リリース: 2023年1月19日                                                                     | |
| 22000.1574                                              | KB5022836                                               | Release Preview チャネル: 2023年2月14日 一般リリース: 2023年2月14日                                                                     | - セキュリティの強化 |
| 22000.1639                                              | KB5022905                                               | Release Preview チャネル: 2023年2月16日                                                                                                 | - 顔認識のための高度な自動学習機能を追加 |
| 22000.1641                                              | KB5022905                                               | Release Preview チャネル: 2023年2月21日 一般リリース: 2023年2月21日                                                                     | |
| 22000.1696                                              | KB5023698                                               | Release Preview チャネル: 2023年3月14日 一般リリース: 2023年3月14日                                                                     | - セキュリティの強化 |
| 22000.1757                                              | KB5023774                                               | Release Preview チャネル: 2023年3月16日                                                                                                 | - タスクバーの検索ボックスを再導入 |
| 22000.1761                                              | KB5023774                                               | Release Preview チャネル: 2023年3月28日 一般リリース: 2023年3月28日                                                                     | |
| 22000.1817                                              | KB5025224                                               | Release Preview チャネル: 2023年4月11日 一般リリース: 2023年4月11日                                                                     | - セキュリティの強化 |
| 22000.1879                                              | KB5025298                                               | Release Preview チャネル: 2023年4月13日                                                                                                 | - 多数の改善およびバグ修正 |
| 22000.1880                                              | KB5025298                                               | Release Preview チャネル: 2023年4月25日 一般リリース: 2023年4月25日                                                                     | |
| 22000.1936                                              | KB5026368                                               | Release Preview チャネル: 2023年5月9日 一般リリース: 2023年5月9日                                                                       | - セキュリティの強化 |
| 22000.2001                                              | KB5026436                                               | Release Preview チャネル: 2023年5月11日                                                                                                 | - 多数の改善およびバグ修正 |
| 22000.2003                                              | KB5026436                                               | Release Preview チャネル: 2023年5月23日 一般リリース: 2023年5月23日                                                                     | |
| 22000.2057                                              | KB5027223                                               | Release Preview チャネル: 2023年6月13日 一般リリース: 2023年6月13日                                                                     | - セキュリティの強化 |
| 22000.2121                                              | KB5027292                                               | Release Preview チャネル: 2023年6月15日                                                                                                 | - 多数の改善およびバグ修正 |
| 22000.2124                                              | KB5027292                                               | Release Preview チャネル: 2023年6月28日 一般リリース: 2023年6月28日                                                                     | |
| 22000.2176                                              | KB5028182                                               | Release Preview チャネル: 2023年7月11日 一般リリース: 2023年7月11日                                                                     | - セキュリティの強化 |
| 22000.2243                                              | KB5028245                                               | Release Preview チャネル: 2023年7月13日                                                                                                 | - 多数の改善およびバグ修正 |
| 22000.2245                                              | KB5028245                                               | Release Preview チャネル: 2023年7月25日 一般リリース: 2023年7月25日                                                                     | |
| 22000.2295                                              | KB5029253                                               | Release Preview チャネル: 2023年8月9日 一般リリース: 2023年8月9日                                                                       | - セキュリティの強化 |
| 22000.2359                                              | KB5029332                                               | Release Preview チャネル: 2023年8月10日                                                                                                 | - 多数の改善およびバグ修正 |
| 22000.2360                                              | KB5029332                                               | Release Preview チャネル: 2023年8月22日 一般リリース: 2023年8月22日                                                                     | |
| 22000.2416                                              | KB5030217                                               | Release Preview チャネル: 2023年9月12日 一般リリース: 2023年9月12日                                                                     | - セキュリティの強化 |
| 22000.2479                                              | KB5030301                                               | Release Preview チャネル: 2023年9月14日                                                                                                 | - 多数の改善およびバグ修正 |
| 22000.2482                                              | KB5030301                                               | Release Preview チャネル: 2023年9月26日 一般リリース: 2023年9月26日                                                                     | |
| 22000.2538                                              | KB5031358                                               | Release Preview チャネル: 2023年10月10日 一般リリース: 2023年10月10日                                                                   | - セキュリティの強化 - このビルドをもって、Home エディションおよびPro エディションにおけるバージョン 21H2のサポートは終了した。 |
| 22000.2600                                              | KB5032192                                               | 一般リリース: 2023年11月14日 | - セキュリティの強化 Enterprise エディションおよびEducation エディション限定の更新 |
| 22000.2652                                              | KB5033369                                               | 一般リリース: 2023年12月13日 | - セキュリティの強化 Enterprise エディションおよびEducation エディション限定の更新 |
| 22000.2713                                              | KB5034121                                               | 一般リリース: 2024年1月9日 | - セキュリティの強化 Enterprise エディションおよびEducation エディション限定の更新 |
| 22000.2777                                              | KB5034766                                               | 一般リリース: 2024年2月13日 | - セキュリティの強化 Enterprise エディションおよびEducation エディション限定の更新 |
| 22000.2836                                              | KB5035854                                               | 一般リリース: 2024年3月12日 | - セキュリティの強化 Enterprise エディションおよびEducation エディション限定の更新 |
| 22000.2899                                              | KB5036894                                               | 一般リリース: 2024年4月9日 | - セキュリティの強化 Enterprise エディションおよびEducation エディション限定の更新 |
| 22000.2960                                              | KB5037770                                               | 一般リリース: 2024年5月14日 | - セキュリティの強化 Enterprise エディションおよびEducation エディション限定の更新 |
| 22000.3019                                              | KB5039213                                               | 一般リリース: 2024年6月11日 | - セキュリティの強化 Enterprise エディションおよびEducation エディション限定の更新 |
| 22000.3079                                              | KB5040431                                               | 一般リリース: 2024年7月9日 | - セキュリティの強化 Enterprise エディションおよびEducation エディション限定の更新 |
| 22000.3147                                              | KB5041592                                               | 一般リリース: 2024年8月13日 | - セキュリティの強化 Enterprise エディションおよびEducation エディション限定の更新 |
| 22000.3197                                              | KB5043067                                               | 一般リリース: 2024年9月10日 | - セキュリティの強化 Enterprise エディションおよびEducation エディション限定の更新 |
| 22000.3260                                              | KB5044280                                               | 一般リリース: 2024年10月8日 | - セキュリティの強化 Enterprise エディションおよびEducation エディション限定の更新 - このビルドをもって、Enterprise エディションおよびEducation エディションを含む全エディションで、バージョン 21H2のサポートが完全に終了した。 |
| OS ビルド                                               | KB番号                                                  | リリース日 | 概要・新機能 |